# فيسنتي فرنانديز غودوي
فيسنتي فرنانديز غودوي (بالإسبانية: Vicente Fernández Godoy)‏ هو لاعب كرة قدم تشيلي، ولد في 17 فبراير 1999 في سان برناردو في تشيلي. لعب مع نادي أونيفرسيداد كاتوليكا.

## وصلات خارجية
- فيسنتي فرنانديز غودوي على موقع Soccerway.com (الإنجليزية)